# Duca di Buckingham
I titoli di marchese o duca di Buckingham erano attributi di carattere nobiliare inglesi, che rendevano pari del regno nel Regno Unito. Il titolo non è da confondere con quello di conte di Buckingham e di conte del Buckinghamshire. Duca di Buckingham, con riferimento a Buckingham, è un titolo che è stato creato diverse volte fra i titoli di pari d'Inghilterra, di Gran Bretagna, e del Regno Unito. Ci sono anche stati Conti di Buckingham e Marchesi di Buckingham.

## Storia

### Duchi di Buckingham, prima creazione (1444)

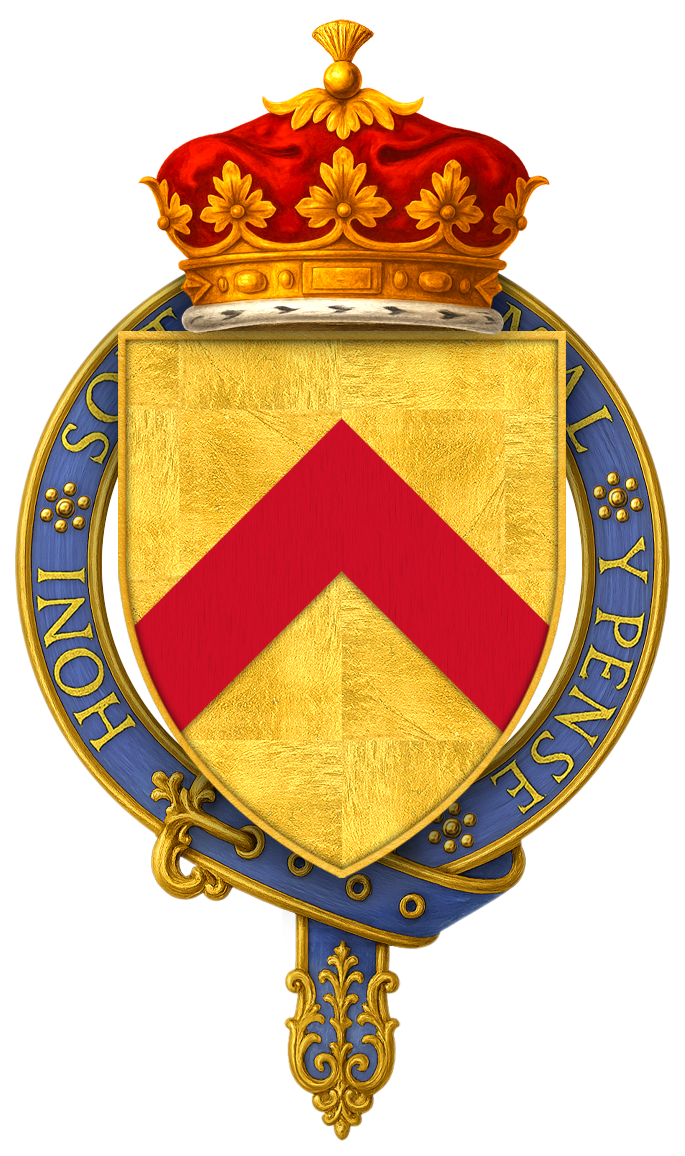
Stemma di Humphrey Stafford, I duca di Buckingham (1402–1460)

La prima creazione del ducato fu il 14 settembre 1444, quando Humphrey Stafford, VI Conte di Stafford, fu fatto Duca di Buckingham.
Da parte di suo padre, Stafford discendeva da Edmondo di Stafford, che era stato chiamato al Parlamento come Signore Stafford nel 1299. Il secondo barone era stato creato conte di Stafford nel 1351. Da parte di madre, Stafford era il figlio di Anna di Gloucester, contessa di Buckingham, figlia di Tommaso Plantageneto (in seguito Duca di Gloucester), figlio minore di Re Edoardo III d'Inghilterra. Stafford era un sostenitore importante della Casa di Lancaster nella Guerra delle due rose, e fu ucciso nella Battaglia di Northampton nel mese di luglio 1460.
Al primo Duca di Buckingham successe suo nipote, Henry Stafford, secondo Duca di Buckingham, che aiutò Riccardo III d'Inghilterra nella sua pretesa al trono nel 1483, essendo stato dichiarato nullo il matrimonio di (Edoardo IV d'Inghilterra con Elizabeth Woodville e i figli di Edward illegittimi da un Atto del parlamento Titulus Regius), ma che poi condusse una rivolta contro Richard e fu giustiziato più tardi quello stesso anno. I suoi titoli sono decaduti con il ducato.
Suo figlio, Edward Stafford, fu ripristinato al titolo al momento dell'ascesa al trono nel 1485 di Enrico VII, ma fu infine giustiziato per tradimento nel 1521 a causa della sua opposizione al cardinale Thomas Wolsey, capo consigliere di Enrico VIII . In quel momento il titolo fu estinto.

### Duchi di Buckingham, seconda creazione (1623)

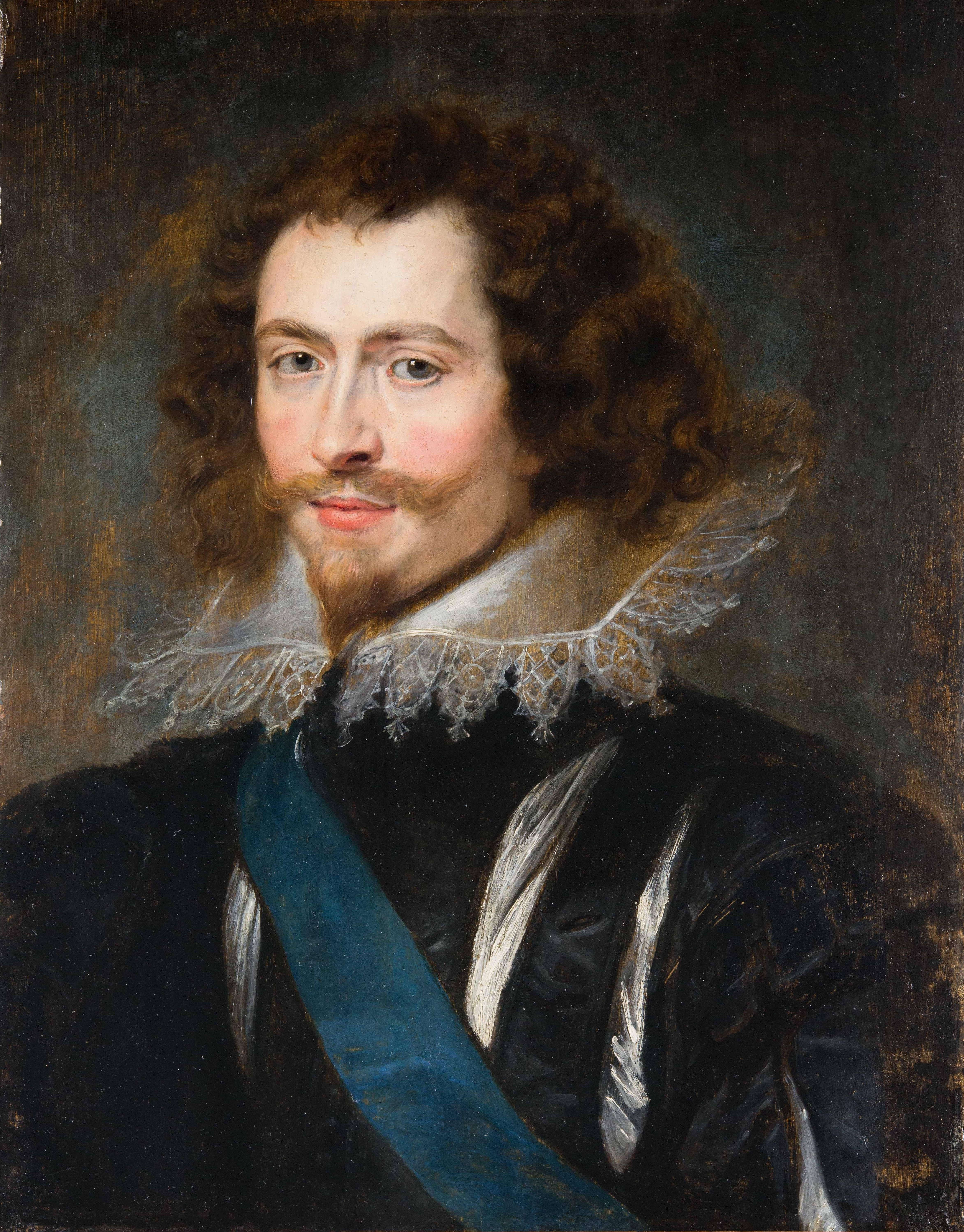
George Villiers, primo duca di Buckingham in un ritratto di Rubens. Favorito di Giacomo I e poi consigliere di suo figlio Carlo I negli anni della giovinezza, divenne duca nel 1623.

La seconda creazione del ducato avvenne nel 1623 per George Villiers, uno dei preferiti di Giacomo I d'Inghilterra. In precedenza era stato fatto barone Whaddon, fuori Whaddon nella Contea di Buckingham, e Visconte Villiers nel 1616, poi conte di Buckingham nel 1617, poi Marchese di Buckingham nel 1618 fino a quando fu anche creato conte di Coventry e duca di Buckingham nel 1623. Alla morte di Giacomo I, avvenuta nel 1625, affiancò Carlo I nella conduzione della politica estera, schierandosi contro la Spagna e la Francia. Morì, ormai circondato solo da nemici, mentre stava per partire con una flotta per La Rochelle, dove avrebbe aiutato gli ugonotti, ucciso da un fanatico puritano, John Felton (1628).
Suo figlio, George Villiers, II duca di Buckingham, era un consulente importante sotto il regno di Carlo II d'Inghilterra, e, insieme a Lord Ashley costituì l'asse dei protestanti del famoso Ministero Cabal. Iniziò per primo la caccia alla volpe in Inghilterra, The Bilsdale Hunt, nel 1668 e successivamente la Sinnington Hunt nel 1680. Dopo aver cercato una volpe sopra Kirkbymoorside, essendosi spinto troppo lontano dalla sua casa di Helmsley, North Yorkshire, morì di freddo nella casa di un affittuario. Con la sua morte nel 1687, il titolo si estinse nuovamente.
Diversi altri membri della famiglia Villiers sono stati elevati al titolo nobiliare. Christopher Villiers, 1º Conte di Anglesey, e John Villiers, 1° Visconte Purbeck, erano fratelli del primo duca di Buckingham. Inoltre, Edward Villiers, 1º Conte di Jersey, era il pronipote del primo duca di Buckingham, mentre Thomas Villiers, primo conte di Clarendon, era il secondo figlio del secondo conte di Jersey.

### Duchi di Buckingham, terza creazione (1703)
La terza creazione del ducato, come il Duca di Buckingham e Normanby, fu nel 1703 con John Sheffield, 3º conte di Mulgrave, 1º Marchese di Normanby, un importante politico Tory del periodo tardo Stuart, che aveva servito sotto la regina Anna di Gran Bretagna come Lord del Sigillo e Lord presidente del Consiglio. Il Ducato fu creato nell Peerage d'Inghilterra. Il titolo completo era Duke della contea di Buckingham e di Normanby ma in pratica fu utilizzato solo Duca di Buckingham e Normanby. La famiglia del Duca discende da Sir Edmund Sheffield, secondo cugino di Enrico VIII, che nel 1547 era stata innalzata al Peerage d'Inghilterra come Barone Sheffield e nel 1549 fu ucciso nelle strade di Norwich durante la ribellione di Kett.
Alla morte del 2º duca di Buckingham e Normanby nel 1735, i titoli si estinsero. Le proprietà della famiglia Sheffield passarono al fratellastro del 2º Duca Carlo Herbert Sheffield, figlio illegittimo del 1º Duca di Frances Stewart. Egli fu creato baronetto nel 1755 ed è l'antenato dei Baronetti Sheffield, di Normanby.

### Duchi di Buckingham, quarta creazione (1822)

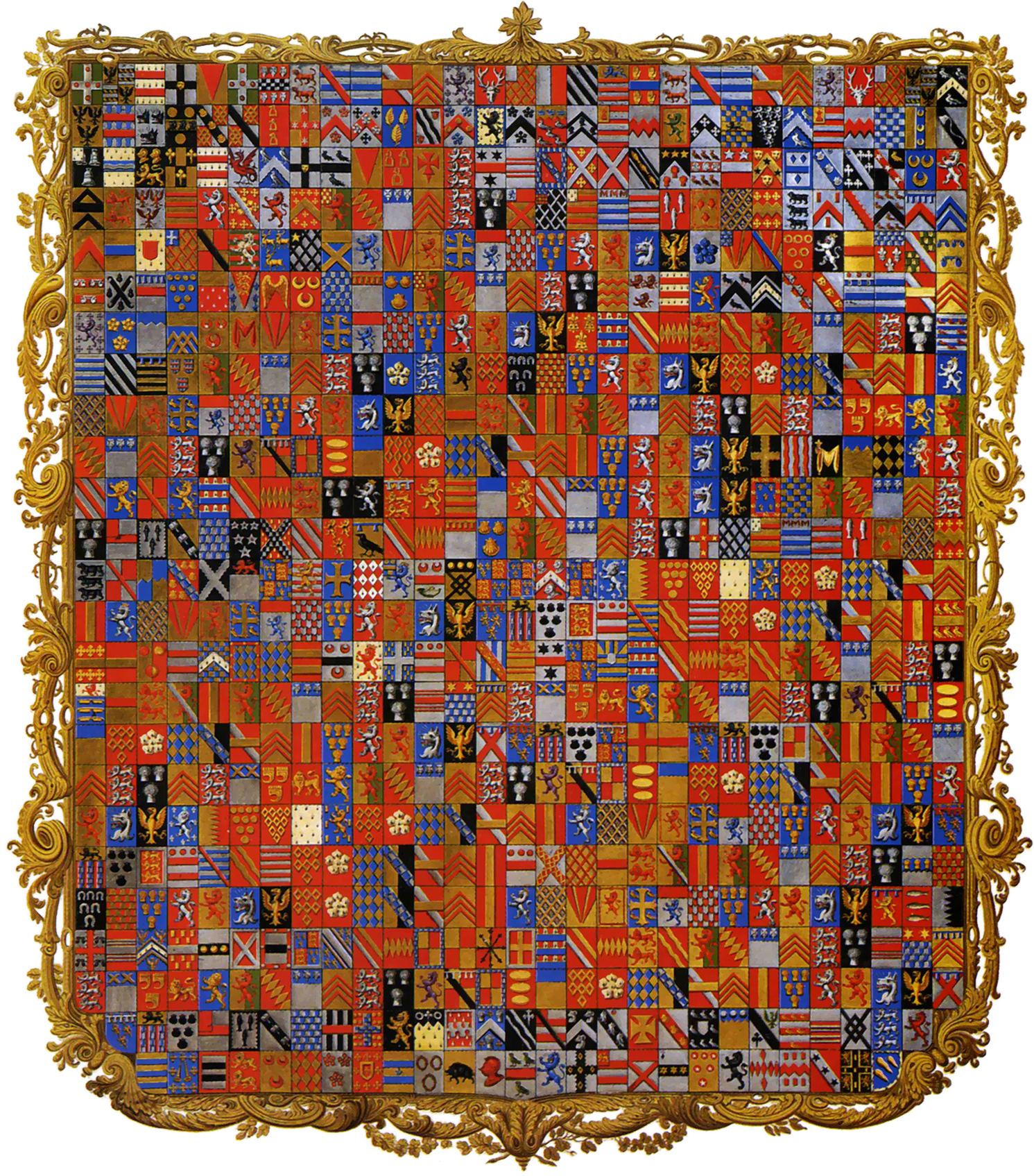
I 719 quarti araldici dei duchi di Buckingham delle famiglie Temple-Nugent-Brydges-Chandos-Grenville

La quarta creazione del ducato, come Duca di Buckingham e Chandos, è stata nel 1822 per Richard Temple-Grenville, 2º Marchese di Buckingham, un proprietario terriero e politico.
Era il figlio di George Nugent Temple Grenville, 3º Conte Temple, che era il figlio del Primo Ministro George Grenville e che era stato creato marchese di Buckingham  nel Peerage di Gran Bretagna nel 1784. Il 1º Marchese di Buckingham aveva sposato Lady Mary Nugent, figlia di Robert Nugent, 1º conte Nugent. Maria fu creata Baronessa Nugent nel 1800 nel suo pieno diritto nel Peerage dell'Irlanda, con il rimando al suo secondo figlio George (vedi Barone Nugent). Nel 1788 Lord Buckingham anche successe al patrigno come secondo Conte Nugent, secondo un permesso speciale lasciato nelle lettere, ed allo stesso tempo assunse per Reale licenza il cognome aggiuntivo di Nugent.
Dopo la morte del 1º Marchese di Buckingham nel 1813, i suoi titoli passarono al figlio Richard Temple-Grenville, 2º Marchese di Buckingham. Egli sposò Lady Anne Eliza Brydges, l'unica figlia di James Brydges, 3º Duca di Chandos (un titolo che si estinse alla sua morte nel 1789), e assunse per licenza Reale i cognomi aggiuntivi di Brydges-Chandos nel 1799. Nel 1822 Lord Buckingham fu creato Conte Temple di Stowe, nella Contea di Buckingham, Marchese di Chandos e Duca di Buckingham e Chandos, il tutto nel Peerage del Regno Unito. La contea fu creata con rimando, in mancanza di eredi maschi propri, a (1) agli eredi maschi della sua defunta bisnonna Hester Grenville, 1ª Contessa Temple, e (2) in mancanza di sua nipote Lady Anne Eliza Mary Temple-Nugent-Brydges-Chandos-Grenville, figlia di suo figlio Richard, che è succeduto come secondo duca nel 1839 .
Dopo il 2º Duca di Buckingham e la morte di Chandos nel 1861, i titoli passarono al figlio, terzo duca. Era anche un uomo politico di primo piano e servì come Lord Presidente del Consiglio e come Segretario di Stato per le Colonie. Nel 1868 il Duca ha stabilito il suo diritto alla signoria scozzese di Kinloss di fronte alla commissione per i privilegi della Camera dei Lord. Alla sua morte nel 1889, senza eredi maschi, il ducato e i suoi titoli sussidiari (il marchesato di Buckingham, marchesato di Chandos, contea di Tempio e contea di Nugent) si sono estinti. La signoria di Kinloss passò alla figlia Mary. La contea di Temple di Stowe passò al figlio di sua sorella William Temple-Gore-Langton perché il titolo era stato creato con un resto speciale per lei eredi maschi. Il viscontado di Cobham, che era stato creato anche con un resto speciale, passò a Charles Lyttelton, Charles Lyttelton, 5º Barone Lyttelton, un discendente di Hester Grenville, 1ª contessa Temple sorella Christian, che aveva sposato Sir Thomas Lyttelton, 4° Baronetto (si vedano questi titoli per ulteriori informazioni).

## Elenco dei detentori dei titoli

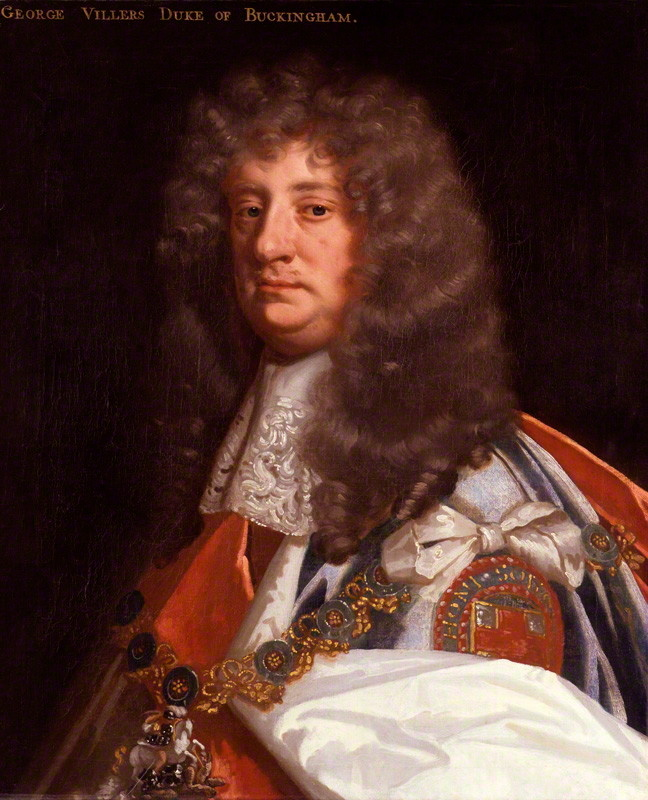
George Villiers, II duca di Buckingham.

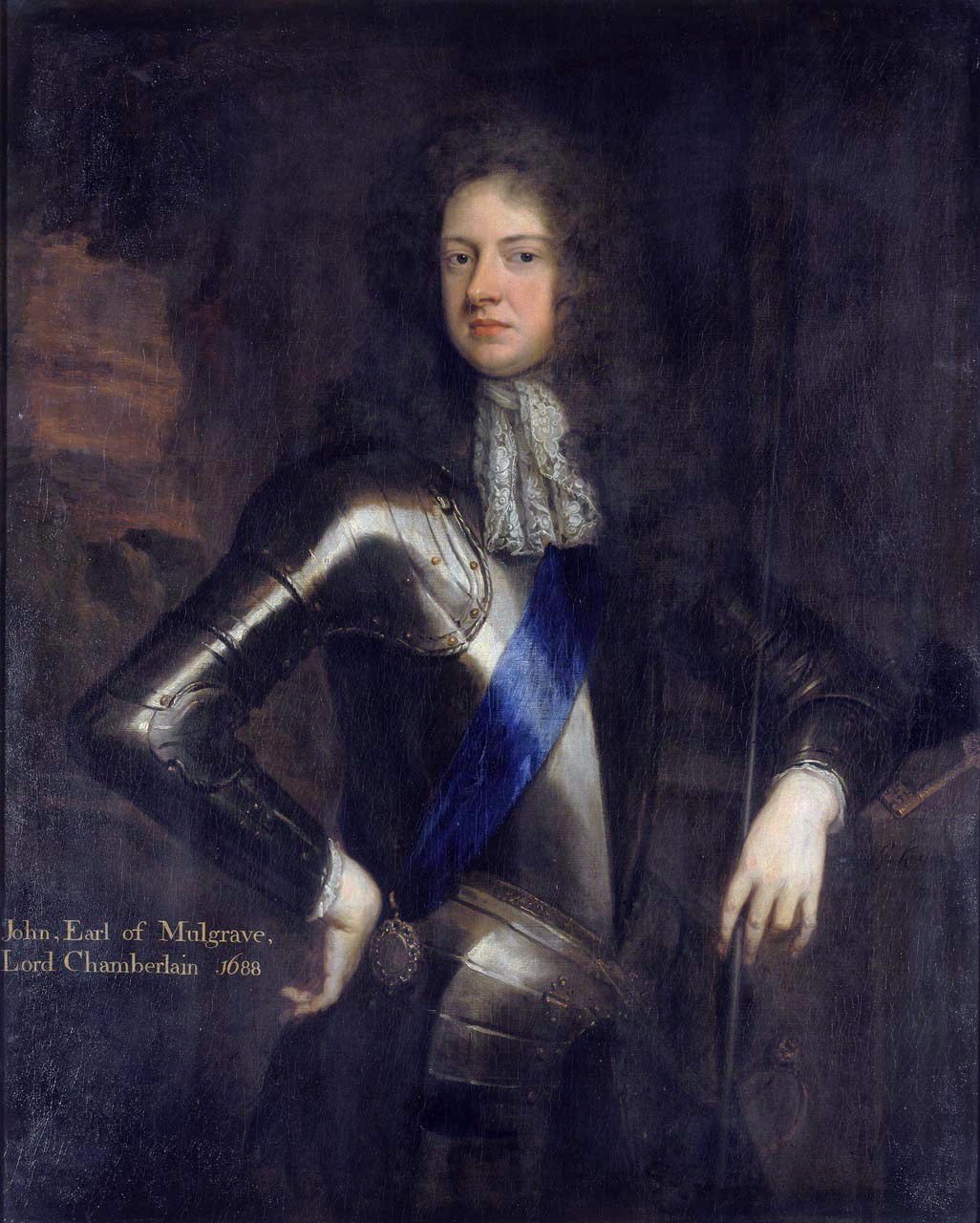
John Sheffield, primo duca di Buckingham e Normanby (1648–1721)

### Baroni Stafford
- Edmond de Stafford, primo barone Stafford (m.1308)
- Ralph Stafford, secondo barone Stafford (1301-1372)

### Conti Stafford
- Ralph Stafford, primo conte Stafford, creato conte nel 1351 (1301-1372)
- Hugh Stafford, secondo conte di Stafford (c. 1342-1386)
- Thomas Stafford, terzo conte di Stafford (c. 1368-1392)
- William Stafford, quarto conte di Stafford (1375-1395)
- Edmund Stafford, quinto conte di Stafford (1378-1403)
- Humphrey Stafford, sesto conte di Stafford (1402-1460)

### Duchi di Buckingham prima creazione (1444)
- Humphrey Stafford, primo duca di Buckingham (1402–1460), creato Duca di Buckingham nel 1444
  - Humphrey Stafford, conte di Stafford (1425–1458), figlio maggiore del primo duca, morto prima del padre
- Henry Stafford, secondo duca di Buckingham (1455–1483), unico figlio di Lord Stafford, fu arrestato per tradimento nel 1483
- Edward Stafford, terzo duca di Buckingham (1477–1521), figlio maggiore del secondo duca, è stato reintegrato agli onori del padre nel 1485, ma poi giustiziato per tradimento nel 1521 e arrestato postumo nel 1523

### Duchi di Buckingham seconda creazione (1623)
- George Villiers, I duca di Buckingham (1592–1628), creato Duca di Buckingham nel 1623
- George Villiers, II duca di Buckingham (1628–1687), figlio più giovane del primo duca

### Duchi di Buckingham e Normanby (1703)
- John Sheffield, primo duca di Buckingham e Normanby (1648–1721), creato Duca di Buckingham e Normanby nel 1703
  - John Sheffield, marchese di Normanby (1710)
  - Robert Sheffield, marchese di Normanby (1711–1714)
- Edmund Sheffield, secondo duca di Buckingham e Normanby (1716–1735)

### Duchi di Buckingham e Chandos (1822)
- Richard Temple-Nugent-Brydges-Chandos-Grenville, I duca di Buckingham e Chandos (1776–1839)), creato Duca di Buckingham e Chandos nel 1822
- Richard Temple-Nugent-Brydges-Chandos-Grenville, II duca di Buckingham e Chandos (1797–1861)
- Richard Temple-Nugent-Brydges-Chandos-Grenville, III duca di Buckingham e Chandos (1823–1889)